# CBSニュース サンデーモーニング
『CBSニュース サンデーモーニング（CBS News Sunday Morning）』（『サンデーモーニング（Sunday Morning）』と短縮されることが多い）は、アメリカ・CBSで1979年1月28日から放送されているテレビニュースマガジン。ロバート・ノースシールド（Robert Northshield）とE・S・"バド"・ラモロー3世（E.S. "Bud" Lamoreaux III）、そして初代ホストのチャールズ・クラルトによって作成されたこの90分番組は現在、日曜日の東部標準時間9:00〜10:30と太平洋標準時間6:00〜7:30に放送されている。2016年10月9日から、ニュースコーナーも務めるジェーン・ポーリーがホストを務めている。前任者であるチャールズ・オズグッドは、1994年4月10日にクラルトから引き継いだ後、22年間にわたり『サンデーモーニング』のホストを務めた（番組の最長寿ホストでもある）。

## 歴史

### チャールズ・クラルト時代（1979年～1994年）
1979年1月28日、CBSはチャールズ・クラルトをホストとして『CBSニュース サンデーモーニング』を開始した。元々、「ニューヨーク・タイムズ・マガジン」に代表される日曜新聞雑誌付録の放送版として考案された。放送開始から最初の数年間、CBSニュースの平日朝の放送も同様にそれぞれ『マンデーモーニング（Monday Morning）』から『フライデーモーニング（Friday Morning）』までのブランド名が付けられ、同じセットで制作された。しかし、これらの放送は『サンデーモーニング』が特集記事に重点を置いているのとは対照的に、ハードニュースを強調していた。
当初はボブ・シーファーがアンカーを務めていたが、最終的にクラルトが毎日の役割を引き継ぎ、短期間ではあったがダイアン・ソーヤーが共同ホストとして加わった。しかし、平日番組の当時の放送時間は東部標準時間7:00〜8:00までに限られていたため（長寿番組『キャプテン・カンガルー』は午前8時台に定着していた）、NBCの『トゥデイ』やABCの『グッド・モーニング・アメリカ』と競合することができなかったが、1981年には90分間（東部標準時7:30〜9:00まで）に拡大され、単に『モーニング（Morning）』に名前が変更された。
1982年、平日版は2時間（7:00〜9:00まで）に延長され、かつてのタイトル『CBSモーニングニュース（CBS Morning News）』に戻り、その過程で異なるセットと独特のグラフィックが採用され、3月までにクラルトの代わりにビル・カーティスが就任した。一方、クラルトは1994年4月3日まで『サンデーモーニング』のホストを続けたが、15年間務めた後に引退し、チャールズ・オズグッドが後任となった。
同じ形式を平日の放送に適用する試みは失敗に終わったが、日曜日の放送は生き残り、オリジナルのグラフィックやセットデザインの要素を含む元の形式を保持している。毎日版が終了してからずっと後、『サンデーモーニング』のオープニングシーケンスは、2000年代初頭まで7日間全ての曜日を表示し続けた。

### チャールズ・オズグッド時代（1994年～2016年）
オズグッドがホストとして初めて放送されたのは1994年4月10日であった。最終的に、ホストとしての在職期間22年は、クラルトの15年を上回った。ホストとして最後に放送されたのは2016年9月25日であった。
オズグッドの個人的なトレードマークには、蝶ネクタイ、毎週の挨拶（「Until then, I'll see you on the radio.（それまでは、ラジオでお会いしましょう）」）、そして気まぐれな詩で解説を伝える傾向があった。例えば、アメリカ合衆国国勢調査局が同居人を「異性間で同棲する居住者（Person(s) of Opposite Sex Sharing Living Quarters）」、つまり「POSSLQ」という呼称を発明した際、オズグッドはそれを発音可能な3音節の単語に変換し、次の行を含む将来性のある愛の詩を作り、後にそれを自分の本のタイトルとして使用した。
"There's nothing that I wouldn't do
If you would be my POSSLQ."
「私がやらないことなんて何もない
あなたが私のPOSSLQになってくれたら。」
2004年1月25日、放送開始25周年を祝い、番組の最初の四半世紀の放送からのクリップとハイライトを披露した。2009年2月1日、30周年を祝い、番組の開始から30年間で世界がどのように変化したか、アメリカの日曜日の歴史、そして番組のロゴと結びついて太陽の物理学を検証した。あるアーティストが番組用の新しい太陽のロゴの作成を依頼され、その版でデビューし、その後の放送で使用された。同年5月17日、高解像度放送を開始した。2014年、姉妹ケーブルネットワークのスミソニアン・チャンネル（CBSの親会社バイアコムCBS所有）で番組の再放送が開始されたが、その後同チャンネルの番組からは削除されている。

### ジェーン・ポーリー時代（2016年～現在）

1999年から2004年まで使用されたワードマークロゴ

2014年、NBCの『トゥデイ』の元共同ホストであるジェーン・ポーリーが『サンデーモーニング』のインタビュー対象者として出演し、このコーナーに対する視聴者の肯定的な反応により、ポーリーは同年後半に番組の寄稿者として採用された。ポーリーは2016年にオズグッドの後任としてホストに昇格し、25年以上ぶりに再び朝のレギュラーニュース番組のアンカーとなり、2005年以来テレビ番組のホストとしては初めての仕事となり、2024年現在もこの役割を続けている。ポーリーは2016年10月9日、『トゥデイ』でのデビューからほぼ40年が経ち、ホストとしての役割を開始した。

## 形式
各回は、CBSサウンドステージの中央にあるストーリートーテムポールをたどり、紹介中に特集ストーリーのプレビューが放送中に放映される（最初の4つは、それぞれの特派員によるプレビューナレーション付きのストーリーパッケージからの特集映像）。特定のエピソードで取り上げられている各ストーリーには、このポールに見出しが付いたガラスプレートがあり（2000年代後半から準備されたグラフィックとしてポールにデジタル挿入されている）、カメラはポーリーの紹介の後に続く。番組の音楽は通常、オープニングとクロージングのタイトルテーマに限定されている。ポーリーは短いモノローグで各ストーリーを紹介し、テープに収められたコーナーに番組を送る。通常、次週の『サンデーモーニング』の予告をして終了する。コマーシャルの後、30秒間の静かな自然のシーンが流れる。
その歴史の大部分において、通常は生放送で、国内・国際ニュースのヘッドライン、スポーツ、特集されたストーリーティーザーの直後の全国天気予報の短いサマリー、放送週の『フェイス・ザ・ネイション』（殆どのCBS加盟局で当番組に続いて放送）で迎えるゲストとトピックの予告が含まれていた。『サンデーモーニング』が事前録音されたテーマ放送を放送した時折の週の間に、ヘッドラインコーナーは代わりに別のアンカーによって生放送で伝えた。2020年半ば、朝のヘッドラインのない事前録音された形式に静かに移行し、バンパー (放送)中にナレーション無しの天気予報が表示された。主要な一夜のニュース記事の時折の出来事では、一般的な放送及びホストによる生のナレーションで行われるかもしれない。
特に、『サンデーモーニング』には、建築、絵画、バレエ、オペラ、クラシック音楽など、ネットワークニュースでは通常取り上げられないトピックの報道を含む、美術と舞台芸術の重要な報道が含まれているが、益々人気のある形式の音楽も含まれている。番組の記者・特派員は、ゲストに非伝統的な質問をする傾向がある（例えば、俳優のブラッド・ピットは自身の建築への愛情について尋ねられ、バスケットボール選手のグラント・ヒルは自身の絵画コレクションについて尋ねられた）。公共放送サービス（PBS）で配信される種類と同様のテレビのエッセイも放送され、番組には通常、注目すべき最新ニュースが無い時に番組を穴埋めするために、同じようにポジティブとネガティブ両方のニュース記事が安定してある。『サンデーモーニング』のブランディング要素の一部を共有し始めた後でも、ストーリーの長さは長く（一度に最大12分）、番組のペースは『CBSモーニングス』や『CBSサタデーモーニング』よりもかなり静かでリラックスしている。コメンテーターのベン・スタインとナンシー・ジャイルズは定期的なコーナーに登場し、意見を述べており、特派員のビル・ガイストもヒューマンインタレスト記事を寄稿している。番組は、歴史の大部分の正式なタイトルは与えられていないが、現在はスポンサー要素であるため、「自然の瞬間（Moment of Nature）」と題されている自然のシーンで終わる。
主に高齢者にアピールする番組の固定観念にも関わらず、『サンデーモーニング』は実際には25〜54歳の成人の主要な人口統計の時間枠で1位に位置し、政治的な議論が主導の日曜日朝の討論番組全てを打ち負かした。
ある時、番組全体がクラシック音楽のショーケースとして機能した。これは、ウラディミール・ホロヴィッツの歴史的なモスクワピアノリサイタルの生放送が放映された1986年4月に行われた。その放送のためだけに、番組は通常のニュースマガジン形式から逸脱し、リサイタルの完全放送に90分全体を費やした。リサイタルはモスクワ時間の16:00に行われたため、CBSは東部標準時間9:00に放送することができた。この放送回は非常に重要で人気のある成功であったため、2ヶ月後に繰り返され、その後VHSとDVDでリリースされた。

### 主なコーナー
- カバー・ストーリー（Cover Story）
  - その週の放送のメイントピック。
- アルマナック（Almanac）
  - 放送週の同じ暦日に起こった注目すべき出来事または人々の誕生または死去。
- プロフィール（Profile）
  - 人々の業績を伝える。
- パルス（Pulse）
  - 様々な情報源による事実を伝える。
- パッセージ（Passage）
  - 放送週に亡くなった人々を紹介する。
- カレンダー（Calendar）
  - 前週の出来事を振り返る。
- 自然の瞬間（Moment of Nature）
  - 番組の終わりに動植物の様子を伝える。

## 制作
番組のタイトルシーケンスで目立つ独特の「太陽」ロゴでマークされている。また、一部のコーナーの間に、様々な形の太陽の画像も表示される。番組のテーマ曲は、ゴットリープ・ライヒェ作曲のトランペットのファンファーレ「アブラセン」。ドン・スミサーズによるバロックトランペットでの録音は、プロデューサーがレコード録音を、ドク・セヴェリンセンによるピッコロトランペットのデジタルへの置き換えが決定されるまで、長年に渡って番組のテーマ曲として使用されていた。現在のバージョンはウィントン・マルサリスが演奏している。

## 出演者

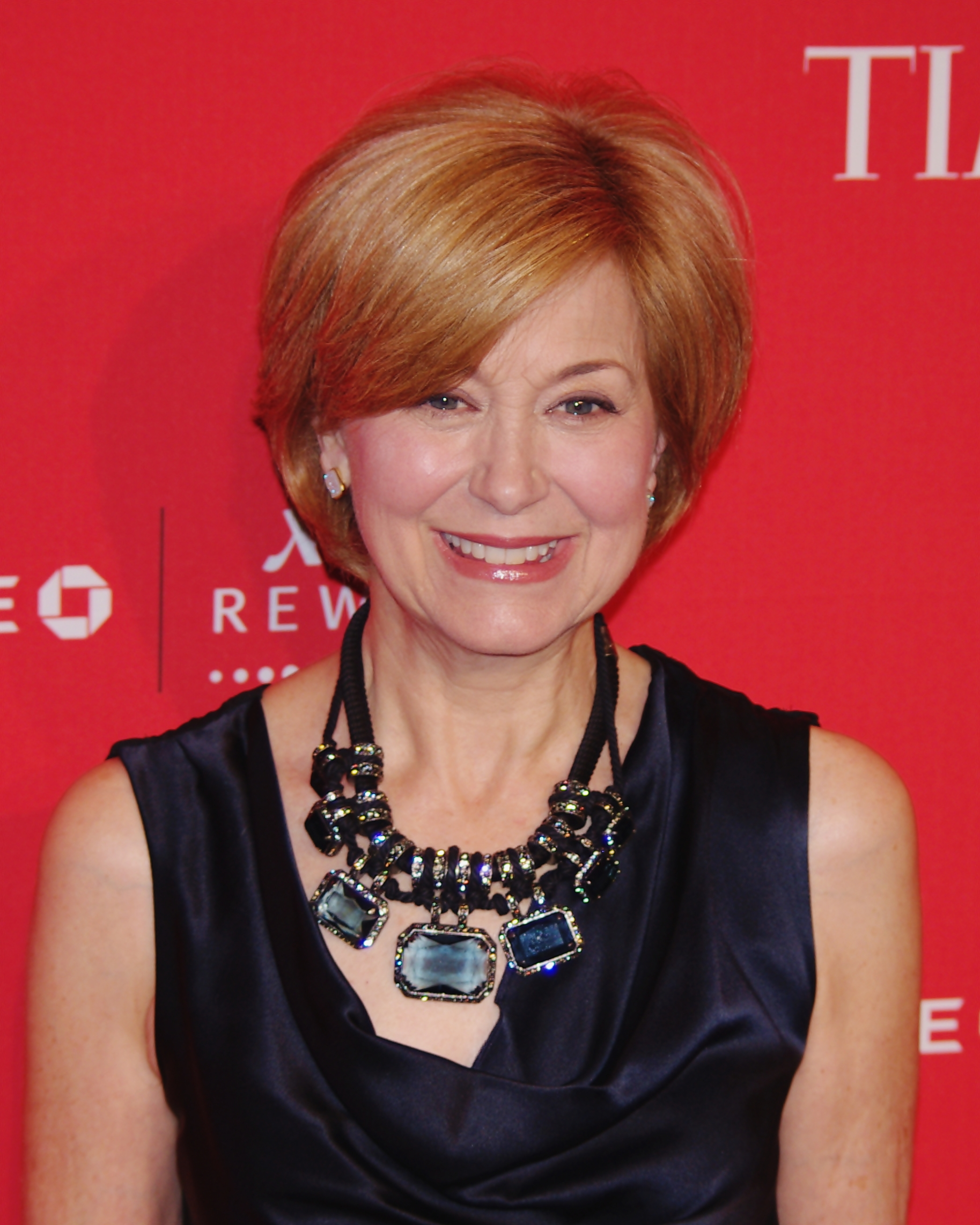
ホストのジェーン・ポーリー（2012年撮影）は、2016年から務めている。

### ホスト
- ジェーン・ポーリー（英語版）（2016年〜現在）[11]

### 記者・特派員
- セリーナ・アルツシュル（英語版）
- リタ・ブレイバー（英語版）
- リー・コーワン（英語版）
- モー・ロッカ（英語版）
- トレイシー・スミス (ジャーナリスト)（英語版）
- マーサ・タイヒナー（英語版）

### 寄稿者
- ルーク・バーバンク（英語版）
- デビッド・エデルスタイン（英語版） - 映画・テレビ批評家
- ビル・フラナガン（英語版） - ロック音楽評論家
- ジム・ガフィガン（英語版） - コメンテーター
- ナンシー・ジャイルズ（英語版） - コメンテーター
- スティーブ・ハートマン（英語版）
- フア・スー（英語版）
- コナー・ナイトン（英語版）
- テッド・コッペル（英語版）
- ベン・マンキウィッツ（英語版）
- エリン・モリアーティ (ジャーナリスト)（英語版）
- デビッド・ポーグ（英語版）
- モー・ロッカ（英語版）
- フェイス・サリー（英語版） - コメンテーター
- ケレファ・サネ（英語版）
- スーザン・スペンサー（英語版）
- ベン・スタイン - コメンテーター
- マーク・ウィタカー (ジャーナリスト)（英語版）

### 過去の出演者

#### ホスト
- チャールズ・クラルト（英語版）（1979年〜1994年、故人）
- チャールズ・オスグッド (コメンテーター)（英語版）（1994年〜2016年、現：引退）

#### 記者・特派員
- フェイス・ダニエル（英語版）（1988年〜1989年）
- ビル・ガイスト（英語版）（1987年〜2018年、現：引退）
- ジョン・レオナルド (批評家)（英語版） - 映画、本、ドラマ評論家（1988年〜2005年、故人）
- ラス・ミッチェル（英語版） - 現：クリーブランドのWKYC
- ロン・パワーズ（英語版） - 映画、本、ドラマ評論家（1979年〜1988年）
- テレンス・スミス (ジャーナリスト)（英語版） - 上級特派員（1990年〜1998年）
- ビリー・テイラー（英語版） - ジャズ・現代音楽担当記者（1981年〜2010年、故人）
- ロジャー・ウェルシュ（英語版） - ネブラスカからのポストカード（1988年〜2003年）
- ティム・サンプル（英語版） - メイン州のポストカード（1993年〜2004年）
- ユージニア・ズーカーマン - クラシック音楽担当記者（1980年〜2009年）

## 論争
神経内科医のスティーブン・ノヴェラと超常現象の研究者であるジョー・ニッケルは、2018年3月の『CBSニュース サンデーモーニング』で、エリン・モリアーティ (ジャーナリスト)の懐疑論の欠如と彼女のコーナーに対する「完全なジャーナリズムの失敗」について別々の「懐疑論者」の記事に書いている。彼女のセグメントでは、1980年代のスプーンベンダーのユリ・ゲラーが「サイキック・パーラー・トリック」を演じている映像を見せたが、ゲラーが何度も暴かれたことを聴衆に説明する代わりに、彼女は代わりに彼が「信頼できない」と言った、ジェームズ・ランディの仕事についての言及は無かった。ノヴェラはモリアーティについて、「彼女は（おそらく）超常現象の作品をジャーナリズムの厳密さを必要としない「綿毛」の作品と考える昔ながらのジャーナリストである」と述べている。そして、このコーナーは「30年前に変更なしで」放送された可能性がある。別のコーナーでは、モリアーティは、「1989年に逃亡者の麻薬密輸業者チャーリー・ジョーダンを精神的に追跡した」と主張している超能力者のアンジェラ・デラフィオラ・フォードにインタビューした。ニッケルは、モリアーティが「単にフォードを彼女の言葉でとらえ」、彼女を「噴出」すると書いている。ニッケルは、フォードの主張は「改造」の例であり、正しくないと述べている。
センター・フォー・インクアリーの編集長であるケンドリック・フレイザーは、マローとクロンカイトのネットワークが、ゲラーと超能力捜査官との超常現象を放送することに失望したと書いている。彼らはまた、彼を科学者と呼んでいる副心理学者のディーン・ラディンを特集したが、彼はそうではなかった。翌日のツイートで、モリアーティは「私たちは、機密解除された政府文書のサポートによって、超常現象を使った政府の実験について報告した。関係者と科学者の両方に時間を与えた」と書いている。フレイザーは、「政府の一部が過去のある時点で奇妙な小さな研究プログラムを開始したからといって、それ自体が調査していた主張の検証ではない」と答えた。CFIによるさらなる調査では、このコーナーのタイミングを計り、「97％以上が超常現象を起こし、わずか3％が懐疑的である」ことが分かった。プレスリリースでは、CFIはCBSの『サンデーモーニング』セグメントを「通常は客観的で信頼できる報道の…残念な失効」と呼んでいる。彼らは番組に「記録を修正するための措置を講じる」ことと「このトピックについてより真実で科学的に厳密な見方を提供すること」を求めた。

## 受賞とノミネート

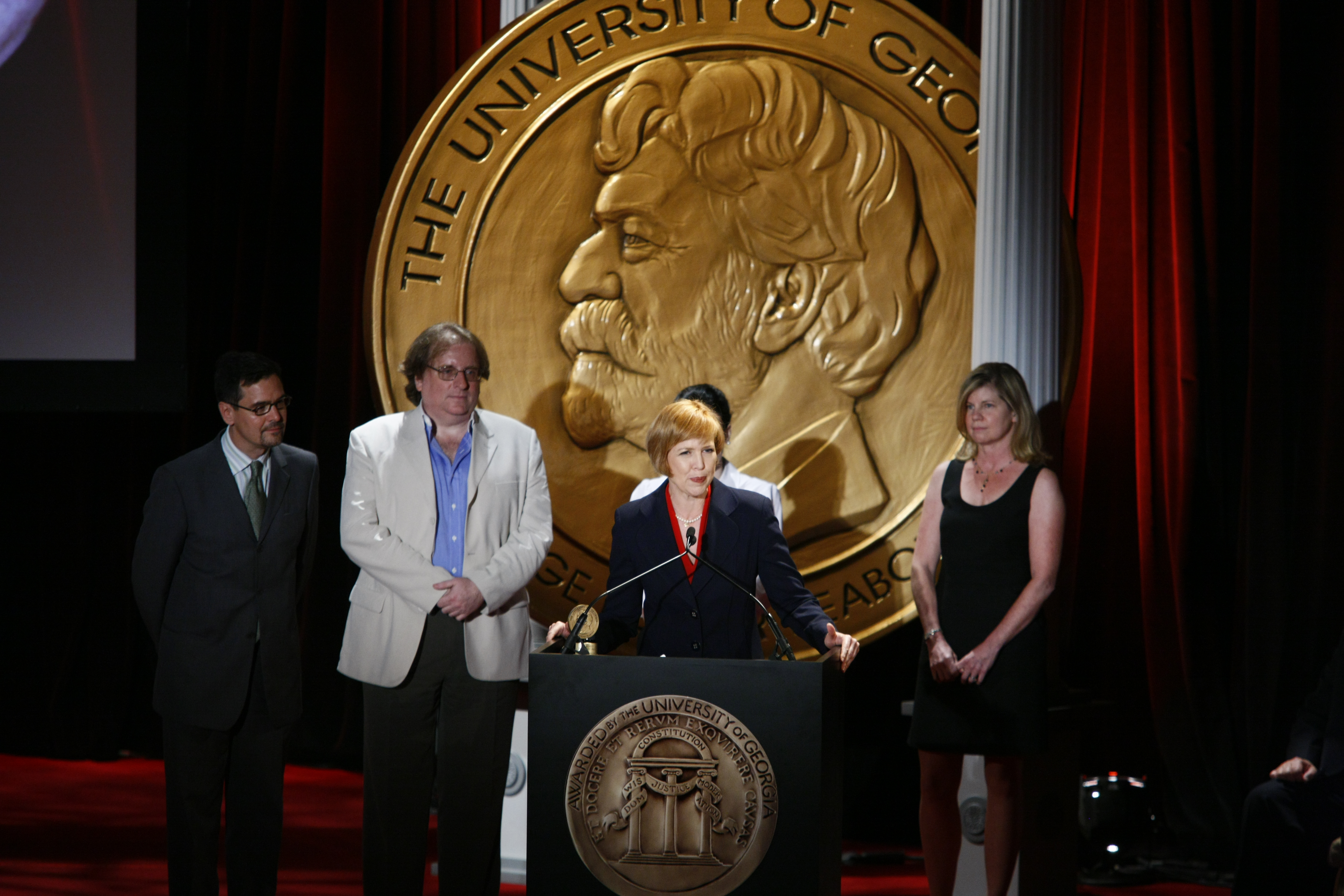
キンバリー・ドジエと第67回ピーボディ賞の『CBSサンデーモーニング』「ザ・ウェイ・ホーム（The Way Home）」のクルー

当番組は、2013年に最初のデイタイム・エミー賞朝の情報番組部門優秀賞を受賞し、このカテゴリーで『トゥデイ』と『グッド・モーニング・アメリカ』を上回った。また、2007年には、特集コーナー「ザ・ウェイ・ホーム（The Way Home）」でピーボディ賞を受賞した。

## ニールセン視聴率
2013年11月24日の特別な食材をテーマにした回は、1996年2月4日以来の最高評価の1つである「サンデーモーニング」を獲得し、合計625万人以上の視聴者が視聴した。
これは、1994年1月23日以来、番組が獲得した2番目に多い679万人の視聴者を持っていた2015年1月18日の放送によって上回った。
2015年3月1日：663万人の視聴者（1987年のピープルメーターの登場以来6番目に多い ）
2020年3月22日：682万人の視聴者（1994年以来最大）